# José Alcebíades de Oliveira
José Alcebíades de Oliveira (Santo Ângelo, 31 de dezembro de 1931 – Porto Alegre, 21 de agosto de 1985) foi um jornalista, radialista, empresário e político brasileiro.
Trabalhou como locutor nas rádios de Santo Ângelo e de São Sepé, localidade vizinha à sua cidade natal. Eleito vereador em outubro de 1954, tomou posse no início do ano seguinte. Em outubro de 1958 foi reeleito, cumprindo seu mandato até 1963. Foi também prefeito e vice-prefeito de Santo Ângelo, sendo escolhido um dos "dez prefeitos do ano", em 1976.
Concorreu nas eleições de novembro de 1978 a uma vaga na Câmara dos Deputados na legenda da Aliança Renovadora Nacional (ARENA). Eleito, tomou posse em fevereiro de 1979 iniciando seu mandato de deputado federal. Neste último ano, tornou-se membro da Comissão de Comunicação e suplente da Comissão de Transportes da Câmara. No ano seguinte, foi vice-presidente da Comissão de Comunicação na Câmara e fez parte da Comissão Parlamentar de Inquérito (CPI) instituída para analisar a situação do Instituto do Patrimônio Histórico e Artístico Nacional (IPHAN), tendo em vista a viabilização de uma política para sua defesa e conservação.
Em 1981, deixou de integrar as comissões em que atuava desde o início do mandato. Em novembro do ano seguinte, candidatou-se novamente. Derrotado, deixou a Câmara em janeiro de 1983, ao fim da legislatura.
Faleceu em Porto Alegre no dia 21 de agosto de 1985. Era casado com Jane Melo de Oliveira, com quem teve cinco filhos.